# Imaginario (álbum)
Imaginario es el segundo álbum de estudio de la banda argentina de rock alternativo Cirse, lanzado de forma independiente el 4 de noviembre de 2010, con un excelente recibimiento del público.

## Antecedentes
En 2009, Luisao Fernández abandona el grupo por motivos personales y es reemplazado por Gerónimo Pastore de la banda Asspera, con el cual comienzan a grabar el segundo álbum de Cirse. Luego de terminar la grabación, Gerónimo se aleja por cuestiones de salud  (el cáncer provoca su fallecimiento el 16 de octubre de 2010) y en su lugar ingresa Lucas Diego convirtiéndose en un miembro oficial hasta su abandono en 2012.

## Promoción
Cuatro videos musicales fueron extraídos de Imaginario: «Invisible» (que fue nominado a «Mejor Video Clip» por el suplemento Si! del Diario Clarín), «Asesina Serial» (grabado en Niceto Club en Buenos Aires), «Juré» y «Ahí Estaré» (recopilación de videos de los fanes cantando dicha canción).
Además de las giras nacionales durante fines de 2010 y gran parte de 2011 y 2012, la banda también fue telonera para el show de Paramore en el Luna Park el 24 de febrero de 2011; de Avril Lavigne en el Estadio Malvinas Argentinas, el 24 de julio de 2011; y de Duran Duran el 4 de mayo de 2012 nuevamente en el Luna Park.

## Lista de canciones
| N.º   | Título               | Duración |  |
| 1.    | «Dirección incierta» | 3:34     |  |
| 2.    | «Cerrando puertas»   | 3:54     |  |
| 3.    | «Mi percepción»      | 3:38     |  |
| 4.    | «Lo que no soy»      | 3:01     |  |
| 5.    | «Un extraño»         | 3:23     |  |
| 6.    | «Asesina serial»     | 3:01     |  |
| 7.    | «Confesión»          | 3:39     |  |
| 8.    | «Juré»               | 3:18     |  |
| 9.    | «Invisible»          | 3:16     |  |
| 10.   | «En las ausencias»   | 3:02     |  |
| 11.   | «Nada puedo hacer»   | 3:12     |  |
| 12.   | «Contradicciones»    | 3:00     |  |
| 13.   | «Ahí estaré»         | 4:12     |  |
| 44:10 |                      |          |  |

## Créditos
Cirse
- Luciana Segovia: voz
- Gabriel Leopardi: guitarra, coros, grabación, mezclas
- Sebastián Leopardi: bajo, coros
- Gerónimo Pastore: batería

Producción
- Gabriel Leopardi: producción
- Leonardo Licitra: grabación
- Martín Herrero: técnico de grabación
- Eduardo Bergallo: masterización